# Atlantische Hurrikansaison 1988
Die atlantische Hurrikansaison 1988 begann offiziell am 1. Juni und endete am 30. November. Innerhalb dieser Periode bilden sich im nördlichen Atlantischen Ozean die meisten tropischen Wirbelstürme, da in diesem Zeitraum geeignete Bedingungen existieren – wie etwa ein warmer Ozean, feuchte Luft und wenig Windscherung –, um die Bildung von tropischen Wirbelstürmen zu ermöglichen.
Die tropische Aktivität begann mit dem ersten tropischen Tiefdruckgebiet am 30. Mai bereits vor dem Beginn der offiziellen Hurrikansaison, der Tropische Sturm Alberto entwickelte sich aber erst am 8. August, etwa einen Monat später als üblich. Der letzte Sturm des Jahres war der Tropische Sturm Keith, der am 24. November außertropisch wurde.
Während der atlantischen Hurrikansaison 1988 gab es 19 tropische Tiefdruckgebiete, von denen zwölf die Stärke eines tropischen Sturmes erreichten; ein System wurde erst bei der Nachanalyse als tropischer Sturm klassifiziert. Fünf Stürme entwickelten sich zu Hurrikans, von denen mindestens drei die Kategorie drei auf der Saffir-Simpson-Hurrikan-Windskala erreichten und somit als schwere Hurrikans gelten. Vier Hurrikans und drei tropische Stürme trafen das Festland.
Die Hurrikane Gilbert und Joan waren verheerende Hurrikans in der Karibik und im Golf von Mexiko. Gilbert erreichte sogar ein neues Rekordminimum für den Luftdruck im Atlantischen Becken, der erst durch Hurrikan Wilma in der außergewöhnlichen Hurrikansaison 2005 unterboten wurde. Beide Stürme hinterließen zusammen mehr als 500 Tote und Schäden in Höhe von mehr als 12,5 Milliarden US-Dollar.

## Saisonprognosen
Voraussagen über die erwartete Aktivität der kommenden Hurrikansaison wurden 1988 durch den Hurrikanexperten William M. Gray und seine Mitarbeiter an der Colorado State University erstellt.
Die Prognose vom Juni 1988 lautete auf elf Stürme, von denen sieben den Status eines Hurrikans erreichen sollten (damals wurde noch keine Einschätzung abgegeben, wie viele davon zu einem schweren Hurrikan werden könnten).

## Saisonaktivität
Die Atlantische Hurrikansaison 1988 begann zwei Tage vor ihrem offiziellen Beginn am 30. Mai. Die Saison hatte einen überdurchschnittlichen Verlauf, da sich 19 tropische Wirbelsturmsysteme bildeten. Zwölf dieser Tiefdruckgebiete erreichten die Stärke eines tropischen Sturmes und fünf dieser Stürme wurden zu einem Hurrikan. Zum ersten Mal seit 27 Jahren erreichten drei Hurrikane die Stärke eines schweren Hurrikans, also eines Hurrikans, der mindestens die Kategorie drei auf der Saffir-Simpson-Hurrikan-Windskala erreichte. Vier Hurrikane und drei tropische Stürme zogen über Land. Dabei wurden 550 Personen getötet und die verursachten Schäden summierten sich auf 7 Milliarden US-Dollar (1988). Der letzte Sturm der Saison löste sich am 14. November, gut zwei Wochen vor dem offiziellen Ende der Saison, auf.
Die Aktivität in den ersten beiden Monaten der Saison war beschränkt, weil eine Luftströmung in der oberen Troposphäre starke Windscherung verursachte. Obwohl kräftige tropische Wellen sich von der Küste Afrikas lösten, verloren diese meist schnell an Intensität, während sie den Atlantischen Ozean überquerten. Deswegen bildete sich im Juni und Juli kein tropisches Tiefdruckgebiet. Im August nahm die Windscherung dann ab. Die Fehlerrate der offiziellen Zugbahnvorhersagen lag zwischen 30 und 40 % unter dem Durchschnitt der vorhergehenden zehn Jahre. Die Prognosen für die nächsten 24, 48 und 72 Stunden waren genauer, als in den achtzehn Jahren zuvor. Die Genauigkeit der Berechnungen des Jahres 1988 wurden bis zur atlantischen Hurrikansaison 1996 nicht mehr erreicht.

## Stürme

### Tropisches Tiefdruckgebiet Eins
Die erste tropische Depression der Saison formierte sich am 30. Mai in der nordwestlichen Karibik. Auf dem Weg nach Norden gelangte diese in eine Gegend mit unvorteilhaften Bedingungen und wandelte sich deshalb am 2. Juni in der Floridastraße zu einem Tiefdrucktrog.
Die mit dem System zusammenhängenden Niederschläge dauerten über Kuba eine Woche an. Insgesamt wurden in der Mitte Kubas 600 mm Niederschlag verzeichnet. In den daraus resultierenden Fluten kamen 21 Menschen ums Leben, tausende verloren ihr Heim. Der Spitzenwert der Regenfälle lag bei 1025 mm und erreichte eine Tageshöchstmenge von 867 mm. Nach den bis ins Jahr 1963 zurückreichenden Aufzeichnungen war das die dritthöchste bekannte Niederschlagsmenge in Kuba durch einen tropischen Wirbelsturm überhaupt.
Auf Kuba war die Provinz Cienfuegos am stärksten betroffen. In Camagüey löste das Tiefdruckgebiet einen Tornado aus, der Gebäude und fünf sowjetische Flugzeuge zerstörte, 65.000 Einwohner mussten evakuiert werden, wobei teilweise Hubschrauber und Amphibienfahrzeuge eingesetzt wurden.

### Tropischer Sturm Alberto
Der erste benannte tropische Sturm der Saison entwickelte sich ab dem 4. August vor der Küste South Carolinas aus einem schwachen Tiefdrucktrog. Am nächsten Tag wurde durch Satellitenauswertungen eine Zirkulation festgestellt und am 6. August stellte das NHC die Bildung eines tropischen Tiefdruckgebietes fest. Eine sich annähernde schwache Wetterfront drängte das Tief nordostwärts und verbesserte so seine Ausströmung in der Höhe. Am 7. August wurde das System zum Tropischen Sturm Alberto hochgestuft; dieser lag zu dem Zeitpunkt südlich von Nantucket, Massachusetts.
Mit 41,5° nördlicher Breite wurde Alberto weiter nördlich zum tropischen Sturm als jeder andere tropische atlantische Wirbelsturm seitdem 1941 die Beobachtung von tropischen Wirbelstürmen verlässlich wurde. Der Sturm erhöhte seine Vorwärtsgeschwindigkeit nordostwärts auf 25 Knoten und traf am Abend des 7. August auf den Westen Nova Scotias, wo er nur geringe Auswirkungen hatte. Über dem kalten Wasser des Sankt-Lorenz-Golfes wurde Alberto am 8. August außertropisch und löste sich kurz darauf nördlich von Neufundland auf. Entlang seiner Zugbahn rief Alberto leichte Regenfälle und böige Winde hervor, in deren Zusammenhang jedoch keine wesentlichen Schäden verzeichnet wurden.

### Tropischer Sturm Beryl
Das dritte tropische Tiefdruckgebiet des Jahres bildete sich am 7. August aus einem Bodentief im Südosten Louisianas. Das System entwickelt sich besser, als es in Richtung der Mündungen des Mississippi Rivers trieb. Schon bald war die Konvektion des Systems ausreichend stark, sodass das National Hurricane Center (NHC) die Warnung zu dem System aufnahm. Am 8. August wurden Sturmwarnungen für die Küste von Louisiana bis zum Florida Panhandle ausgelöst. Über dem offenen Golf von Mexiko entwickelte Beryl Wind eines leichten tropischen Sturms und Böen erreichten die Küsten Louisianas, Mississippis und Alabamas. Die Niederschläge durch Beryl waren im mittleren Küstenabschnitt umfangreich und erreicht bei Dauphin Island, Alabama 400 mm.
Das mit einer gut ausgebildeten Ausströmung ausgestattete Zirkulationszentrum Beryls wanderte am 9. August über warmes Wasser und die Aussichten für die weitere Entwicklung waren günstig, eine sich annähernde Front aus nordwestlicher Richtung drehte die Bahn des Sturms jedoch zurück auf das Festland im Südosten Louisianas. Als Beryl am nächsten Morgen über den Bayou Teche hinwegzog, hatte sich das System zu einer Depression abgeschwächt. Die Schäden durch Beryl waren gering und, soweit bekannt wurde, töteten die Auswirkungen Beryls eine Person.

### Tropisches Tiefdruckgebiet Vier
Das Tropische Tiefdrucksystem Vier entwickelte sich am 12. August über den südlichen Bahamas aus einer tropischen Welle. Das System wanderte nord-nordwestwärts und gelangte am nächsten Tag bei Jacksonville, Florida an Land. Den Küsten Floridas und Georgias brachte das System böigen Wind und Gewitter, ohne jedoch größere Schäden anzurichten. Es zog dann über den Süden Georgias und den nordöstlichen Abschnitt der Golfküste und hinterließ in den südöstlichen Bundesstaaten bis zu 180 mm Niederschlag. Das System gelangte zwar wieder über Wasser, löste sich dennoch am 15. August in der Nähe der Mündung des Mississippi Rivers auf.
Die anfänglichen Prognosen gingen davon aus, dass sich das Tiefdrucksystem zum dritten tropischen Sturm des Jahres entwickeln würde. Es verlor jedoch wegen ungünstiger Bedingungen in der Höhe und den Einfluss der Bahamas sein gut definiertes Zentrum. Nach den Angaben des National Weather Service erreichte das Tiefdruckgebiet Windgeschwindigkeiten von 80 km/h.

### Tropisches Tiefdruckgebiet Fünf
Das fünfte tropische Tiefdruckgebiet des Jahres im atlantischen Becken bildete sich am 20. August in der Nähe der Kapverden. Zu diesem Zeitpunkt wurden bereits heftige Regenfälle und Winde bis zu 54 km/h registriert. Die Depression driftete die nächsten drei Tage nordnordwestlich der Inseln, ohne sich wesentlich zu entwickeln.
Am 24. August erhöhte sich die Vorwärtsgeschwindigkeiten auf 25 km/h und die Zugrichtung drehte nach Westen. Kühles Wasser schwächte das System am 26. August zu einer tropischen Welle ab. Diese zog weiter in west-nordwest licher Richtung, ohne das Aussichten auf ein Wiedererstarken bestanden, trotzdem entwickelte sich das Resttief am 30. August etwa 290 km südöstlich der Küste North Carolinas wieder zu einem Tiefdruckgebiet und das Büro Washington des National Weather Service verfolgte das System als Sturmzentrum, bis es sich am 1. September in die Frontalzone eingegliederte.

### Tropisches Tiefdruckgebiet Sechs
Das Tropische Tiefdruckgebiet Sechs formierte sich aus einer tropischen Welle, die sich am 12. August von der Küste Afrikas löste und den Atlantik westwärts querte. Am 20. August, während der Annäherung an die Inseln über dem Winde, erklärte das NHC das System als tropisches Tiefdrucksystem, das allerdings nach der Überquerung der Inselgruppe auf weniger vorteilhafte Bedingungen stieß. Da es auf den Inseln recht stürmisch war, wurde eine weitere Intensivierung des Systems zu einem tropischen Sturm über dem warmen Wasser der westlichen Karibik erwartet; allerdings wurde das System am 23. August in der Nähe von Jamaika zu einer tropischen Welle abgestuft. Diese wanderte dann weiter westwärts über die Karibik, überquerte Mittelamerika und entwickelte sich im östlichen Pazifik schließlich zum Hurrikan Kristy.

### Tropischer Sturm Chris
Chris bildete sich aus einer starken tropischen Welle, die sich am 15. August von der westafrikanischen Küste löste. Am 21. August trennte sich ein Konvektionsgebiet im nördlichen Teil der Welle ab und entwickelte sich zum Tropischen Tiefdruckgebiet Sieben. Der Sturm wanderte am südlichen Rand eines subtropischen Hochdruckrückens westwärts über den Atlantik. Über die nächsten sieben Tage fanden sich wenige Anhaltspunkte für eine Intensivierung des Systems, das noch ein tropisches Tiefdruckgebiet war, als es die Inseln über dem Winde und Großen Antillen sowie die Bahamas überquerte.
Das System passierte am 24. August südlich von Puerto Rico und hinterließ auf der Insel örtlich bis zu 300 mm Niederschlag. Das Unwetter ist auf Puerto Rico für drei Tote verantwortlich. Am 28. August wurde das System zum Tropischen Sturm Chris hochgestuft; zu diesem Zeitpunkt wanderte es vor der Küste Floridas nordwärts. Bei Savannah, Georgia gelangte der Sturm an Land. Chris verursacht in diesem Gebiet durch Wind und Regen leichte Schäden. Während der Abschwächung zum tropischen Tiefdruckgebiet lud Chris über South Carolina schwere Regenfälle ab. Dann vereinigte sich das System mit einer Kaltfront und wurde außertropisch. Auf seinem Weg entlang der Ostküste beschleunigte sich die Vorwärtsgeschwindigkeit und nach dem Durchzug von Nova Scotia löste es sich am 30. August auf. Heftige Gewitter lösten in South Carolina einen Tornado aus, der eine Person tötete.

### Hurrikan Debby
Debby bildete sich aus dem südlichen Teil der Welle, aus der schon der Tropische Sturm Chris hervorgegangen war und dessen Konvektionsgebiet sich als siebtes tropisches Tiefdruckgebiet des Jahres aus der Welle löste. Dieser südliche Teil wanderte als schlecht organisiertes Regenschauergebiet westwärts. Das System entwickelte sich nicht weiter, bis es am 31. August von Yucatán aus in die Bahía de Campeche gelangte. Gegen Mitternacht Ortszeit klassifizierte das NHC das System direkt vor der Küste liegend als Tropisches Tiefdruckgebiet Acht. Das System driftete west-nordwestwärts über den westlichen Golf von Mexiko und erreichte in der Frühe des 2. September die Stärke eines tropischen Sturms. Im Tagesverlauf wurde Debby dann aufgrund der Beobachtungen eines Aufklärungsfluges zum Hurrikan erklärt. Zum Zeitpunkt seiner größten Intensität ward Debbys Zentrum nur 50 km von der Küste entfernt. Ohne sich wesentlich abzuschwächen, gelangte das Zentrum bei Tuxpan sechs Stunden später an Land. Die Folgen des Hurrikans waren hohe Windgeschwindigkeiten, Sturzfluten und Erdrutsche, wodurch insgesamt zehn Personen ums Leben kamen.
Debby schwächte sich über den Bergen der Sierra Madre Oriental wesentlich ab, die Reste des Systems überquerten Mexiko in Richtung Pazifischer Ozean. Das Zentrum gelangte bei Manzanillo am 5. September wieder über Wasser. Das System wurde im pazifischen Becken als Tropisches Tiefdruckgebiet Siebzehn-E klassifiziert, bevor es sich am 8. September im Golf von Kalifornien auflöste.

### Tropischer Sturm Ernesto
Am 2. September entwickelte sich bei Bermuda aus einer Gewitterzone mit einer nordwestwärts ziehenden tropischen Welle ein oberflächennahes Tiefdruckgebiet. Dieses blieb zunächst schlecht definiert und konnte sich nicht mit der Konvektion verbinden, wurde am 3. September dennoch zum tropischen Tiefdruckgebiet. Unter Einfluss der Westwindzone beschleunigte sich die Vorwärtsgeschwindigkeit nordostwärts auf 80 km/h. Am Abend des 3. Septembers wurde das System zum Tropischen Sturm Ernesto erklärt. Ernesto nahm an Intensität zu, auch nachdem das System die tropischen Eigenschaften verloren hatte. Ernesto wurde am 5. September durch eine größere außertropische Zyklone absorbiert.
Während seines Lebenszyklus blieb Ernesto auf See und seine starken Winde wirkten sich nur auf die Meeresoberfläche und einige Inseln aus, etwa die Azoren, wo die stärksten Sturmböen auf Flores Island beobachtet wurden. Durch Ernesto wurden keine gemeldeten Schäden an Leben und Eigentum verursacht.

### Tropisches Tiefdruckgebiet Zehn
Ein ausgedehntes Tiefdruckgebiet entwickelte sich am 2. September im westlichen Golf von Mexiko. Die Konvektion nahm schnell zu und das NHC erklärte das System am darauffolgenden Tag zum Tropischen Tiefdruckgebiet Zehn, als sci diese rund 260 km westsüdwestlich von Morgan City, Louisiana befand. Die Meteorologen gaben rasch Sturmwarnungen für die Küste zwischen Cameron, Louisiana und Apalachicola in Florida aus, da der Sturm sich mit einer Vorwärtsgeschwindigkeit von 22 km pro Stunde nach Nordosten bewegte. Das System verband sich jedoch schon bald mit der Frontalzone, die seine Beschleunigung bewirkt hatte.
Ölbohrinseln entlang der Küste des Golfes von Mexiko registrierten Windböen bis 65 km/h. Der Südosten von Texas und Louisiana wurden von heftigen Regenfällen heimgesucht, wobei Biloxi in Mississippi mit rund 220 mm Niederschlag einen der höchsten Wert verzeichnete. Im Zusammenhang mit diesem tropischen Tiefdruckgebiet wurden keinerlei Schäden gemeldet.

### Hurrikan Florence
Ein von einer Kaltfront begleitetes Wolkenband gelangte am 4. September von Texas aus in den Golf von Mexiko. Dieses Wolkenband teilte sich über dem mittleren Golf und die nördliche Hälfte entwickelte sich in eine Front, die nordostwärts wanderte. Die Konvektion über der südlichen, bis dahin stationären Hälfte nahm zu und legte sich um das Zentrum des Wolkenbandes. Am 7. September bildete sich eine oberflächennahe Zirkulation und die Ausgabe von Sturmwarnungen begann an diesem Tag.
Das Tiefdruckgebiet zog ostwärts und gelangte unter den Einfluss eines sich auflösenden Troges. Es intensivierte sich zum Tropischen Sturm Florence, der am 9. September nach Norden schwenkte und kurz vor Erreichen des Mississippi-Deltas Hurrikanstärke erreichte. Über dem Südwesten Louisianas schwächte sich der Hurrikan rasch ab und verlor seine Konvektion, als er über das Gebiet um New Orleans zog. In der Nähe von Baton Rouge wurde das System zum tropischen Tiefdruckgebiet abgestuft, das sich am darauffolgenden Tag über dem Nordosten von Texas auflöste.
Zu Beginn seiner Existenz lud das System hohe Mengen Niederschlag über Yucatán ab. Beim Auftreffen auf die Küste Louisianas trat östlich des Landfallpunktes eine Sturmflut auf. Der Wind führte zu Stromausfällen, in Alabama wurde eine Person getötet und im Florida verursachten Sturzfluten erhebliche Schäden und zerstörten Häuser, insbesondere im Santa Rosa County.

### Hurrikan Gilbert
Das zwölfte tropische Tiefdrucksystem bildete sich am 8. September direkt östlich der Inseln unter dem Winde und wanderte in westnordwestlicher Richtung. Am 9. September vergab das NHC den Namen Gilbert, da das Tief sich inzwischen zum tropischen Sturm entwickelt hat. Dieser wendete sich nach Westen und verstärkte sich am 11. September zu einem schweren Hurrikan. Gilbert verstärkte sich auch weiterhin, als er die Südküste Hispaniolas streifte. Er zog direkt über Jamaika hinweg und verursachte schwere Niederschläge im dortigen Bergland. Nachdem das Zentrum wieder über Wasser gelangt war, gewann Gilbert erneut an Stärke. Am 13. September fiel der Luftdruck um 72 mbar (hPa), was bis zu Hurrikan Wilma der schnellste Druckabfall im atlantischen Becken seit Beginn der Aufzeichnungen war. Gilberts niedrigster Luftdruck betrug 888 mbar (hPa) und war bis zu Wilma der tiefste jemals in der westlichen Hemisphäre gemessene Luftdruck.
Gilbert schwächte sich geringfügig ab, traf aber trotzdem Yucatán als Kategorie-5-Hurrikan. Als das Auge über Land gelangte, verlor der Sturm rapide an Stärke und gelangte am 15. September als Hurrikan in der Kategorie zwei in den Golf von Mexiko. Der Hurrikan setzte seinen Weg auf einer nordwestlichen Bahn fort und erreicht nochmals die Kategorie vier auf der Saffir-Simpson-Hurrikan-Skala. Am 16. September überquerte der Sturm zum dritten und letzten Mal eine Küstenlinie. Dies geschah in der Nähe von La Pesca und die andauernden Windgeschwindigkeiten betrugen zu diesem Zeitpunkt etwa 200 km/h. Das Sturmzentrum zog am 17. September südlich an Monterrey, Mexiko vorbei und verursachte in der Stadt kräftige Überflutungen. Das Resttief Gilberts drehte nach Norden und verband sich mit einem frontalen Tiefdrucksystem über Missouri.
Hurrikan Gilbert war bis 2005 der stärkste im atlantischen Becken beobachtete Hurrikan, bis dieser Wetterrekord durch Hurrikan Wilma gebrochen wurde. Der Sturm verursachte in der Karibik und in Mittelamerika Schäden in Höhe von 5 Milliarden US-Dollar. Bis zu Hurrikan Dean 2007 war es der letzte Hurrikan mit Landfall in Mexiko als Hurrikan der Kategorie fünf. Die Zahl der Opfer wurde mit 433 angegeben, die meisten davon in Mexiko.

### Tropischer Sturm Dreizehn
Eine gut organisierte tropische Störung löste sich am 6. September von der afrikanischen Küste und entwickelte sich rasch zum Tropischen Tiefdruckgebiet Dreizehn. Das NHC begann zwei Tage später mit der Ausgabe von Warnungen, als das System 565 km nordöstlich der Kapverden war. Bei der Nachanalyse wurden anhand von Satellitenaufnahmen und Beobachtungen durch Schiffe festgestellt, dass das System am 7. September die Stärke eines tropischen Sturms erreicht hatte.
Über drei Tage hinweg drängte ein Tiefdrucktrog südlich des Systems das Tiefdruckgebiet in nordnordwestlicher Richtung über kühleres Wasser. Entlang der Küste Westafrikas wurden zwar starke Regenfälle, jedoch keine Schäden gemeldet. Das System schwächte sich ab und verband sich schließlich mit dem Trog. Der Sturm wurde erst in der Jahresrückschau des NHCs als solcher berücksichtigt und erhielt deshalb keinen Namen.

### Hurrikan Helene
Eine gut organisierte tropische Welle löste sich am 15. September von der afrikanischen Küste. Schauer und böige Winde wurden aufgezeichnet, als diese Störung über die Kapverden zog. Über die folgenden Tage hinweg nahm die Konvektion zu, während eine starke Front über dem östlichen Atlantik das Tief nach Westen trieb. Aufgrund von Satellitenaufnahmen wurde das System am 19. September als tropisches Tiefdruckgebiet klassifiziert und am Tag darauf zum Tropischen Sturm Helene hochgestuft.
Als Helene etwa die Mitte des Atlantiks erreichte, drehte sich die Zugrichtung unter Einfluss eines Tiefdrucktroges nach Nordwesten. Günstige Bedingungen erlaubten es dem Sturm, seinen Druck weiter rasch zu vertiefen und am 21. Oktober wurde Helene über dem tropischen Atlantik zum Hurrikan erklärt. Der Sturm verstärkte sich weiter und wurde am späten Abend des 22. September zum schweren Hurrikan, der tags darauf die Kategorie vier der Saffir-Simpson-Hurrikan-Windskala erreichte.
Am 23. September dreht Helene nach Norden ab und wanderte eine Woche lang in dieser Richtung weiter. In dieser Zeit nahm die Intensität des Hurrikans kontinuierlich ab. Helene erreicht die Südgrenze eines starken Jetstreams am 28. September, der die Ausströmung des Sturmes verstärkte und kurzfristig zu seiner Wiederintensivierung beitrug. Helenes Vorwärtsgeschwindigkeit erhöhte sich am 30. September auf 100 km/h, als das System außertropisch wurde. Mit neun Tagen als Hurrikan beobachtet war Helene der langlebigste Hurrikan der atlantischen Hurrikansaison 1988.

### Tropisches Tiefdruckgebiet Fünfzehn
Während Hurrikan Helene über den mittleren Atlantik zog, bildete am 27. September ebenfalls bei den Kapverden das Tropische Tiefdruckgebiet Fünfzehn. Das System zog mit 20–30 km/h westwärts, schwächte sich aber rasch ab und wurde am 28. September zu einer Tropischen Welle herabgestuft, ohne sich jemals Land genähert zu haben.

### Tropischer Sturm Isaac
Isaac hat seinen Ursprung in einer Störung an der Westküste Afrikas, aus der sich das System am 23. September löste. Das System überquerte den Atlantik entlang der innertropischen Konvergenzzone und die Konvektion entwickelte sich kontinuierlich besser. Am 29. September wurde das System als Tropisches Tiefdruckgebiet Sechzehn klassifiziert, etwa 1450 km südöstlich von Barbados. Die Zugbahn schwenkte zwei Grad weiter nach Norden, möglicherweise durch die Bildung eines neuen Zentrums. Am 30. September wurde das System zum tropischen Sturm hochgestuft.
Westliche Scherwinde verhinderten ein weiteres Absinken des Luftdrucks und unter diesen Bedingungen überdauerte der Sturm nur kurze Zeit. Am 1. Oktober war Isaak nur noch ein Tiefdruckgebiet, das sich kurz darauf völlig auflöste. Im atlantischen Becken wurden aufgrund von Isaac keine Sach- und Personenschäden registriert. Die Rest des Tiefdruckgebietes gelangten über Mittelamerika ins pazifische Becken, wo sie sich zum Tropischen Tiefdruckgebiet Einundzwanzig-E regenerierten.

### Hurrikan Joan
Am 10. Oktober bildete sich aus einer Störung in der innertropischen Konvergenzzone das siebzehnte tropische Tiefdruckgebiet der Saison. In den folgenden zwei Tagen wanderte das System nach Nordwesten und verstärkte sich zum Tropischen Sturm Joan.
Nachdem Joan über die Kleinen Antillen hinweggezogen war, wanderte der Sturm an der Küste Südamerikas entlang. Er überquerte am 17. Oktober die Guajira-Halbinsel und erreicht dann nur 50 km vor der Küste liegend schnell Hurrikanstärke. Am 19. Oktober war Joan zu einem schweren Hurrikan geworden, der weiter nach Westen zog. Kurz vor dem Landfall bei Bluefields in Nicaragua am 22. Oktober als ein Hurrikan der Kategorie vier erreichte Joan ihre größte Stärke. Joan war der am weitesten im Süden verlaufende Hurrikan, der bis dahin aufgezeichnet wurde. Dieser Rekord wurde später durch Hurrikan Ivan gebrochen. Joan blieb beim Überqueren Nicaraguas gut organisiert und gelangte in den östlichen Pazifik in der Stärke eines tropischen Sturmes. Dort erhielt Joan den Namen Tropischer Sturm Miriam. Miriam verlor jedoch stetig an Stärke und löste sich am 2. November auf.
Durch Hurrikan Joan wurden in Nicaragua 148 Personen und in den anderen betroffenen Staaten 68 weitere getötet. Die Sachschäden in Nicaragua bilden etwa die Hälfte der 2 Milliarden US-Dollar Gesamtschaden. Joan verursachte in den Gebieten der extrem südlichen Karibischen See schwere Regenfälle und Erdrutsche. Der Verlauf entlang der Nordküste Südamerikas war außergewöhnlich. Joan war der erste tropische Wirbelsturm nach Hurrikan Greta im Jahr 1978, der vom atlantischen ins pazifische Becken gelangte.

### Tropisches Tiefdruckgebiet Achtzehn
Eine tropische Welle, die sich im Gefolge von Joan von Küste Afrikas gelöst hatte, entwickelte sich am 19. Oktober in der südlichen mittleren Karibik. Aufgrund der Nähe zu Hurrikan Joan – der Abstand beider Systeme betrug nur etwa 800 km voneinander – konnte sich das Tropische Tiefdruckgebiet Achtzehn aber nicht wesentlich weiterentwickeln. Das System löste sich am 21. Oktober auf. Zuvor brachte es den Niederländischen Antillen heftige Regenfälle ein.

### Tropischer Sturm Keith
Der letzte Sturm der Saison bildete sich am 17. November aus einer tropischen Welle südlich von Haiti im Karibischen Meer. Diese zog langsam westwärts und erreichte am 20. November die Stärke eines tropischen Sturmes. Keith entwickelte sich rasch und erreichte mit Windgeschwindigkeiten von 110 km/h seinen Höhepunkt, kurz bevor das System über den Nordosten Yucatáns hinwegzog. Ein Trog in der Höhe zwang Keith dann in nordöstliche Richtung und Scherwinde in Verbindung mit kühler, trockener Luft schwächten den Sturm zu einem minimalen tropischen Sturm ab. Dadurch entstand ein für November typisches Wettermuster. Keith gewann über dem südöstlichen Golf von Mexiko an Stärke zurück und traf dann in der Nähe von Sarasota, Florida am 23. November erneut auf Land. Der Sturm überquerte den Bundesstaat in Richtung auf den offenen Atlantik und wurde am 24. November in der Nähe von Bermuda ein außertropisches Tiefdrucksystem, das auf seinem Weg über den Atlantik andauernde Winde in Hurrikanstärke erreichte.
Zu Beginn seiner Existenz verursachte Keith in Honduras, Jamaika und auf Kuba starke bis schwere Regenfälle. Geringe Schäden verzeichnete Mexiko, das sich noch nicht von der verheerenden Auswirkungen durch Hurrikan Gilbert zwei Monate zuvor erholt hatte. Keith war der letzte von vier benannten tropischen Stürmen des Jahres 1988, der das Gebiet der Vereinigten Staaten traf; in der Mitte Floridas brachte der Sturm starke Regenfälle und eine hohe Brandung mit sich, die zu überflutungen, umgestürzten Bäumen, unterbrochenen Versorgungsleitungen und Küstenerosion führten. Schäden waren weitverbreitet, jedoch ziemlich gering; sie summierten sich auf 7,3 Millionen US-Dollar.

## Sturmnamen
Die folgenden Namen wurden für benannte Stürme benutzt:
Alberto, Beryl, Chris, Debby, Ernesto, Florence, Gilbert, Helene, Isaac, Joan, Keith
Nicht mehr zur Anwendung kamen:
Leslie, Michael, Nadine, Oscar, Patty, Rafael, Sandy, Tony, Valerie, William
Die World Meteorological Organization strich im Frühjahr 1989 zwei Namen von der Liste, Gilbert und Joan, die 1994 durch Gordon und Joyce ersetzt wurden.

## Accumulated Cyclone Energy (ACE)
| ACE (104kt²) – Sturm | ACE (104kt²) – Sturm | ACE (104kt²) – Sturm | ACE (104kt²) – Sturm | ACE (104kt²) – Sturm | ACE (104kt²) – Sturm |
| -------------------- | -------------------- | -------------------- | -------------------- | -------------------- | -------------------- |
| 1                    | 32,76                | Gilbert              | 7                    | 1,628                | Debby                |
| 2                    | 31,60                | Helene               | 8                    | 1,288                | Ernesto              |
| 3                    | 23,72                | Joan                 | 9                    | 1,050                | Beryl                |
| 4                    | 4,870                | Keith                | 10                   | 0,490                | Alberto              |
| 5                    | 3,045                | Florence             | 11                   | 0,485                | Chris                |
| 6                    | 1,688                | Unbenannt            | 12                   | 0,405                | Isaac                |
| Gesamt: 103,0        |                      |                      |                      |                      |                      |

Accumulated Cyclone Energy (ACE) ist eine Maßzahl, mit der das National Hurricane Center die Aktivität einer Hurrikansaison beurteilt. Dabei wird die Windgeschwindigkeit eines Sturmes mit der Zeitdauer multipliziert, während der diese Intensität besteht. Stürme, die lange andauern haben daher eine höhere ACE. Die ACE wird nur für tropische Systeme berechnet, deren Windgeschwindigkeit mindestens 34 Knoten beträgt. Die atlantische Hurrikansaison 1988 hatte eine kumulierte ACE von 103 x 104kn2, womit diese Saison als über dem Normalwert aktiv gilt, weil 103 x 104kn2 nach der Definition des NHC die Obergrenze einer normalen Saison darstellt.